# ریو کوارتو
ریو کوارتو (به اسپانیایی: Río Cuarto) شهری در کشور آرژانتین، ایالت کوردوبا است که در سال ۲۰۰۹ میلادی، حدود ۱۶۱٬۰۰۰ نفر جمعیت داشته است.